# Korla Pandit
Korla Pandit (né le 16 septembre 1921 à Saint-Louis, dans le Missouri, et décédé le 2 octobre 1998 à Petaluma, en Californie) est un musicien (pianiste et organiste), compositeur américain, pionnier du genre musical exotica à la télévision dans les années 1950.

## Biographie
D'origine afro-américaine, son nom de naissance est John Roland Redd. Musicien, il crée de toutes pièces avec l'aide de sa femme, Beryl June DeBeeson, l'identité fictive de Korla Pandit, un Indien expatrié à Los Angeles. Remarqué par des producteurs, il obtient sa propre émission musicale, Korla Pandit's Adventures In Music en 1949 sur KTLA. Il y joue de l'orgue Hammond et du piano en fixant la caméra d'un air absent et devient rapidement une célébrité locale. Une dispute au sujet de son contrat met fin à son émission en 1953 et il est remplacé par Liberace. Il anime une nouvelle émission musicale sur KGO-TV à San Francisco à la fin des années 1950.
Sa popularité décline dans les années 1960 et il tombe progressivement dans l'oubli avant d'être redécouvert dans les années 1990 grâce à l'émergence de la musique lounge. Il joue alors notamment son propre rôle lors d'un caméo dans le film Ed Wood. Sa véritable identité ainsi que son origine afro-américaine ne sont découvertes que plus de deux ans après sa mort.